# Wacław Saryusz-Wolski

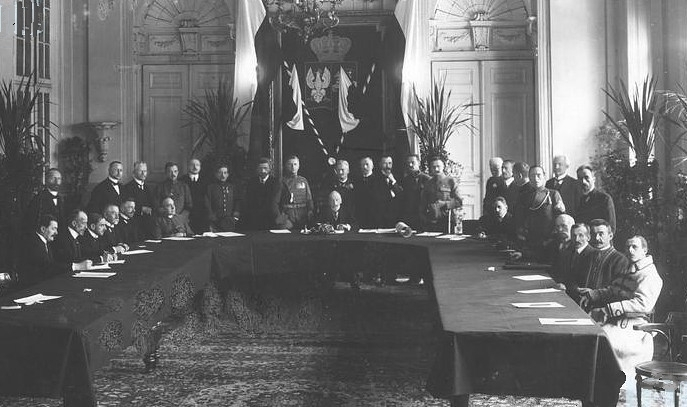
15 stycznia 1917. Posiedzenie inauguracyjne Tymczasowej Rady Stanu. - Fot. Wacław Saryusz-Wolski

Wacław Saryusz-Wolski (ur. 1870, zm. 29 kwietnia 1933 w Warszawie)  – polski fotoreporter, specjalizujący się w fotografii prasowej. Najbardziej aktywny zawodowo w latach 1915-1925, dokumentował przede wszystkim oficjalne wydarzenia o charakterze politycznym i państwowym. Od roku 1913 współpracował z „Tygodnikiem Ilustrowanym”, a w latach 1920–1922 był fotoreporterem Warszawskiej Agencji Fotograficznej. Siedziba prowadzonego przez Saryusza-Wolskiego zakładu fotograficznego mieściła się w kamienicy Franciszka Staniszewskiego przy ulicy Krakowskie Przedmieście 4 w Warszawie.
Pochowany został na cmentarzu Powązkowskim w Warszawie (kwatera Y-2-7).

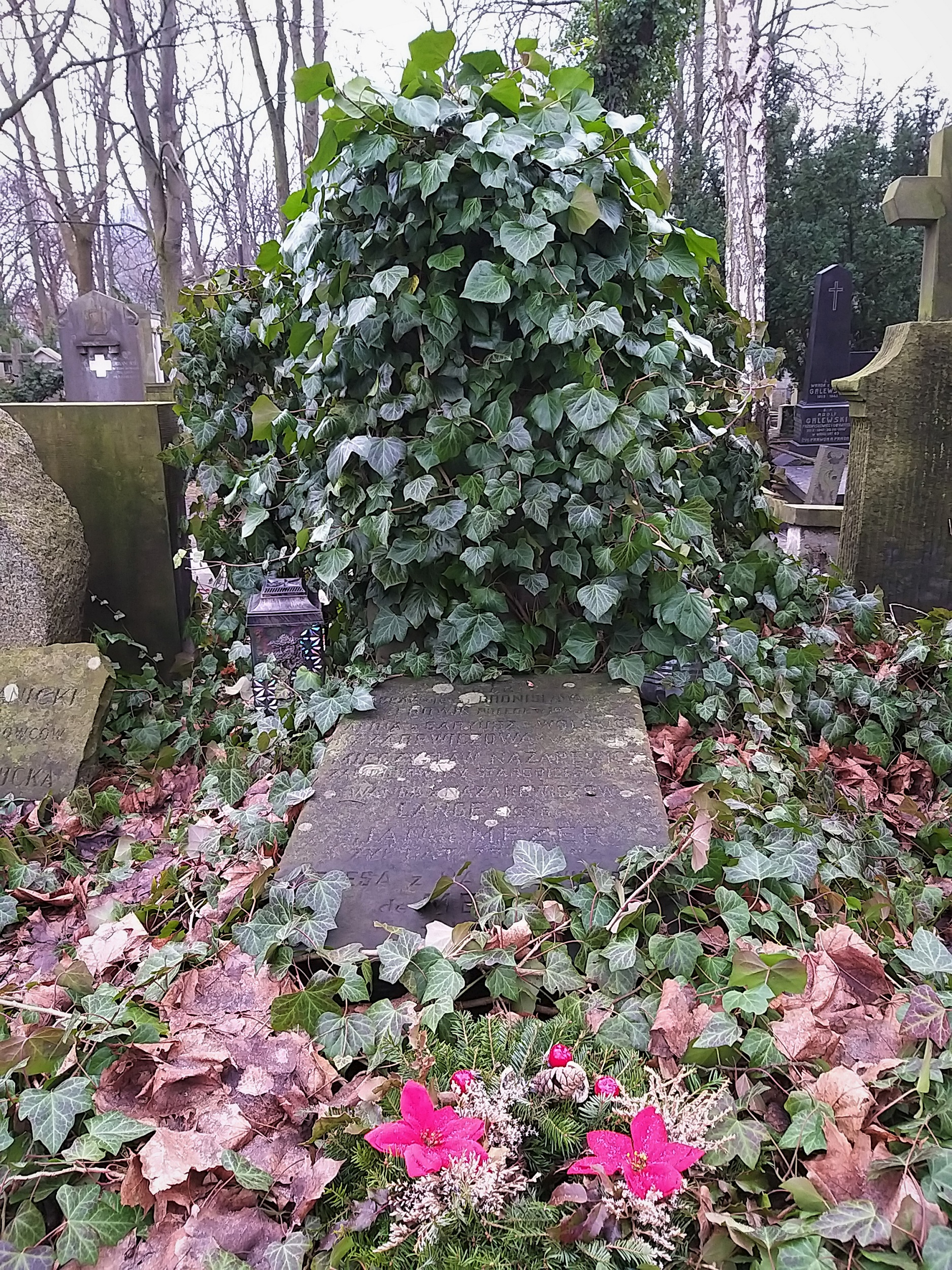
Grób Wacława Saryusza-Wolskiego na Starych Powązkach. Pomnik z inskrypcją zarośnięty przez bluszcz (stan z lutego 2024)